# Sergentomyia lushanensis
Sergentomyia lushanensis är en tvåvingeart som beskrevs av Charles William Leng 1985. Sergentomyia lushanensis ingår i släktet Sergentomyia och familjen fjärilsmyggor. Inga underarter finns listade i Catalogue of Life.